# Hueso cuboides
El hueso cuboides (Cuboideum) es un hueso del pie, corto, par, de forma irregular cúbica, con seis caras: superior e inferior, lateral, media, anterior y posterior, de las cuales tres son articulares.
Se encuentra en la parte externa de la segunda fila del tarso; se articula con el calcáneo, navicular, 3.ª cuña y con los metatarsianos 4º y 5º, siendo estas articulaciones del tipo artrodias.
Contribuye al soporte lateral del pie. Se ubica en el mediopie del tarso, en su porción lateral. Forma parte de las articulaciones tarsometatarsianas en distal y constituye la articulación calcaneocuboidea en proximal.
El hueso cuboides se articula proximalmente con el calcáneo, medialmente con el navicular (o escafoides) y el cuneiforme lateral y distalmente con los dos metatarsianos laterales (IV y V). Se forman respectivamente, las articulaciones calcaneocuboidea (con el calcáneo), la cuneocuboidea (con el cuneiforme lateral) y la tarsometatarsiana (con el IV y el V metatarsianos), siendo todas estas articulaciones del tipo sinovial planas.
Así, el hueso cuboides forma parte tanto de la articulación de Chopart (que separa retropié de mediopié) y de la articulación de Lisfranc, que separa mediopie de antepié).

## Caras[1]
Cara posterior
Carilla plana y articula con el calcáneo.
Cara anterior
Se encuentra dividida por una cresta vertical y forma dos carillas articulares para el cuarto y quinto metatarsianos.
Cara inferior
Surco oblicuo hacia adelante y hacia dentro para estar ocupado en ocasiones por el tendón del peroneo lateral largo, el ligamento plantar largo se inserta en los labios de este surco. Presenta una tuberosidad que divide la cara inferior en dos superficies:
-      Anterior: Por dónde atraviesa el tendón del músculo peroneo largo, a nivel lateral.
-      Posterior: En esta se inserta el ligamento calcaneocuboideo inferior.
Cara interna
Se articula con el cuneiforme anteriormente y con el escafoides posteriormente
Cara externa
Transcurre el tendón del músculo peroneo corto.